# سیارک ۴۱۰۰
سیارک ۴۱۰۰ (به انگلیسی: 4100 Sumiko، نامگذاری:1988BF) چهار هزار و صدمین سیارک کشف شده‌است که در ۱۶ ژانویه ۱۹۸۸ کشف شد.
قدر مطلق سیارک برابر ۱۱٫۴۰ است.